# Estamos Aqui
Estamos Aqui foi um programa de televisão emitido aos sábados à noite na SIC e apresentado por Alexandra Lencastre. Foi criado com o intuito de mostrar o espírito de solidariedade que se vive em Portugal e agradecer aos heróis que estão na linha da frente no combate à pandemia de Covid-19.

## Formato
A quarentena mudou a vida de todos e o mundo, tal como conhecemos, nunca mais será igual.
Se nos centros hospitalares se vive a azáfama de salvar vidas, por outro lado, em nossas casas, estamos isolados e muitas vezes impedidos de ver filhos, pais e netos, tocar nos nossos; estamos privados de um simples beijo ou abraço e custa, mesmo sabendo que é para nossa segurança e que hoje, este afastamento é uma prova de amor.
Em vários momentos Portugal já deu provas do seu espírito solidário e face a esta ameaça real, que é a maior do nosso tempo, têm surgido movimentos de entreajuda em todos os cantos do país.
Há quem aprenda a fazer máscaras ou esteja a desenvolver viseiras de forma inovadora. Há pessoas que vão ao supermercado por aqueles que, pela idade ou condição física, estão mais vulneráveis à exposição. Existe quem se dedique a fazer companhia do outro lado da rua a quem tem como única companhia a janela com as ruas desertas.
Estamos Aqui dá a conhecer essas pessoas, heróis sem bata que não baixaram os braços, que de forma voluntária ajudam a comunidade, que procuram contribuir para minimizar o isolamento e o sofrimento dos mais desprotegidos e expostos. Segue os protagonistas destas histórias e valoriza o espírito de solidariedade que se espalhou pelo país, porque um pequeno gesto faz toda a diferença. 
Porque nunca, como hoje, foi tão necessária a ajuda de todos.
Porque nunca, como hoje, as pessoas precisaram tanto umas das outras.
Porque nunca, como hoje, merecem ser valorizados todos os que contribuem para nos aproximar, quando estamos e nos sentimos tão longe uns dos outros.
Por tudo isto e muito mais Estamos Aqui, sobretudo para dizer OBRIGADO!

## Audiências
| Episódios           | Rating | Share | Espetadores | Ref.  |
| ------------------- | ------ | ----- | ----------- | ----- |
| 11 de abril de 2020 | 14.9   | 24.7% | 1.414.000   | [ 2 ] |
| 18 de abril de 2020 | 13     | 22.1% | 1.234.300   | [ 3 ] |
| 25 de abril de 2020 | 13.3   | 22.8% | 1.262.000   | [ 4 ] |
| 2 de maio de 2020   | 11.1   | 20.2% | 1.048.000   | [ 5 ] |
| 9 de maio de 2020   | 11.5   | 20.2% | 1.090.000   | [ 6 ] |